# Reloj Público de Diriamba

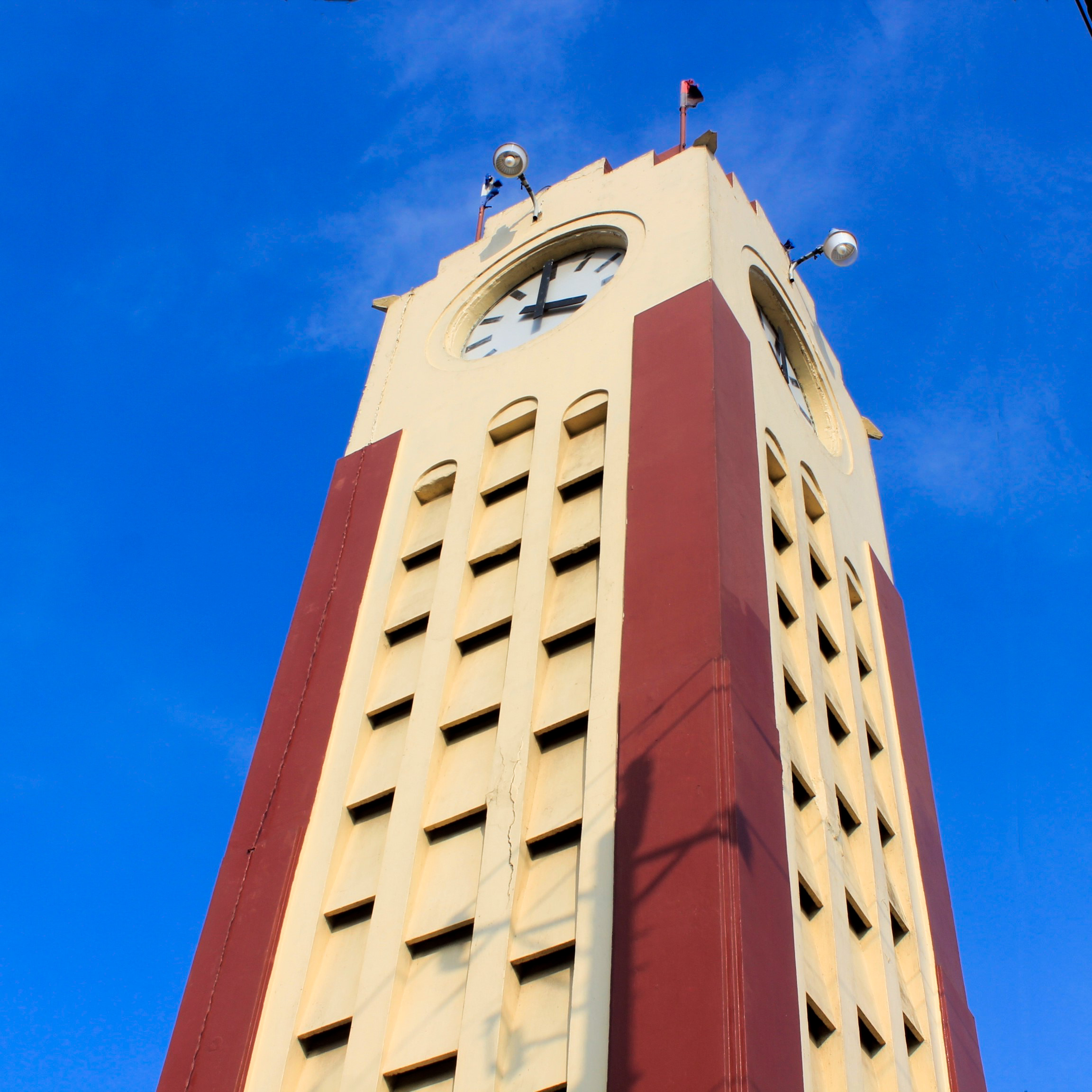
Fotografía documental de la torre del reloj de Diriamba, tomada durante la celebración del centenario del equipo de fútbol cacique Diriangén

Reloj Público de Diriamba, es el nombre por el cual se conoce a un reloj de torre, ubicado en el municipio de Diriamba en Nicaragua. Se conoce en el país como emblema y principalmente como referencia en dicha ciudad.

## Historia
Durante la llamada época de oro del café, los hijos de las familias acaudaladas de la ciudad tuvieron que ir a estudiar al extranjero, surgiendo en la ciudad nuevos profesionales. En el año 1904 Alejandro Alemán y María del Pilar González propusieron la construcción de la torre, como símbolo de la ciudad de Diriamba.
En el año 1932, por medio de la administración del alcalde Boanerges Bendaña, se solicitó al gobierno central la inversión necesaria para la edificación de la obra,[cita requerida] calculada en 7000 córdobas, que diseñara Asaad K. y construyera la Constructora Dambach y Gutier. Fue inaugurado en 1935 por el entonces presidente Juan Bautista Sacasa.  En el año 2002, la Alcaldía Municipal lo declaró como Patrimonio Cultural de Diriamba. El reloj se considera, después de la Basílica menor de San Sebastián, el segundo símbolo de la ciudad. 
En la actualidad la maquinaria del reloj se encuentra dañada y su cima ha sido utilizada como portabanderas del partido político FSLN, luego del ataque a la ciudad el 8 de julio de 2018. El actual alcalde, Fernando Baltodano, aun no realiza mejoras en la torre para que regrese a su función original.

## Diseño
La torre posee un diseño neoclásico sencillo; sus colores elegidos, rojo y crema, son representativos de municipio de Diriamba. Tiene una altura aproximada de 15,5 metros. el ancho de las caras de la torre es de 3,50 metros en la base y en el borde superior  es de 3,20 metros. Los 4 relojes en cada dirección cardinal son importados de Alemania. Estos pasaron varios meses guardados en almacenes antes de su construcción.